# Amos Tutuola
Amos Tutuola, född 20 juni 1920 i Abeokuta, död 8 juni 1997 i Ibadan, var en nigeriansk författare, mest känd för sin roman Palmvindrinkaren från 1952.

## Tidigt liv
När Tutuola var sju år skickades han till sin fars vän herr Monu som tjänare. I stället för lön fick han gå i Frälsningsarméns skola. När Monu flyttade till Lagos 1936 började Tutuola i Lagos High School. Men efter motsättningar lämnade Tutuola familjen Monu och fortsatte sin skolgång i hemstaden. Men när hans far dog 1939 hade hans familj inte längre råd att låta honom fortsätta studera. Han reste till sin bror i Lagos och utbildade sig till smed.

## Palmvindrinkaren
1952 debuterade Tutuola med romanen Palmvindrinkaren. Den är skriven på en speciell "afro-engelska" och han utnyttjar myter och sagor från yorubafolket. Dylan Thomas prisade boken och den blev en succé i England. Regissören för folkoperan i Ibadan producerade en operaversion av boken på yoruba 1963.

## Verk översatta till svenska
- Palmvindrinkaren, 1961 Tidens förlag, 1996 Bakhåll (The Palm-Wine Drinkard and His Dead Palm-Wine Tapster in the Deads' Town 1952). Översättning Karin Alin.
- Mitt liv i spökenas bush, 2011 Sphinx bokförlag (My Life in the Bush of Ghosts, 1954). Översättning Niklas Nenzén.